# Трея (город)
Трея (итал. Treia) — коммуна в Италии, расположена в области Марке, подчиняется административному центру Мачерата.
Население коммуны, на 01.01.2024 года, составляет 9096 человек, плотность населения — 96,57 чел./км². Коммуна занимает площадь 94,19 км². 
Почтовый индекс — 62010. Телефонный код — 0733.
Покровителем коммуны почитается святой Патрик, день его памяти ежегодно отмечается 17 марта.

## Демография
Динамика населения:

## Администрация коммуны
Главой коммуны является мэр Франко Каппони, с 9 июня 2024 года. 